# Rubus urbionicus
Rubus urbionicus är en rosväxtart som beskrevs av E. Monasterio-huelin. Rubus urbionicus ingår i släktet rubusar, och familjen rosväxter. Inga underarter finns listade i Catalogue of Life.